# MacOS 타호
macOS 타호(macOS Tahoe, 버전 26)는 애플의 macOS 운영체제의 다가오는 22번째 주요 릴리스이다. macOS 세쿼이아(macOS 15)의 후속작으로, 2025년 6월 9일 WWDC 2025에서 처음 발표되었으며, 같은 날 첫 개발자 베타 버전이 출시되었다. 애플이 캘리포니아의 랜드마크 이름을 따서 macOS 릴리스의 이름을 짓는 관행에 따라, 캘리포니아와 네바다주의 경계에 걸쳐 있는 호수인 타호의 이름을 따서 명명되었다.
타호는 인텔 프로세서가 탑재된 맥을 지원하는 macOS의 마지막 버전이 될 것이며, 지원은 선택된 아이맥, 맥북 프로 및 맥 프로 모델로 더욱 제한될 것이다. 향후 모든 버전은 애플 실리콘만 지원할 것이다.

## 개발
macOS 타호는 애플의 소프트웨어 공학 담당 수석 부사장(SVP)인 크레이그 페데리히가 2025년 6월 9일 WWDC에서 발표했다. 첫 개발자 베타는 같은 날 출시되었다.
WWDC 기간 동안 애플은 운영체제의 버전 번호가 이제 통일되어 출시 연도(차량 모델 연도와 유사)를 따르고 모두 버전 26으로 전진할 것이라고 발표했다. 페데리히는 macOS 버전이 여전히 이전처럼 릴리스 이름(이 경우 "타호")을 사용하여 주로 마케팅될 것이라고 언급했는데, 이는 macOS가 버전 번호 이상의 것을 "요구한다"고 믿었기 때문이었다.

## 기능
macOS 타호는 주로 사용자 인터페이스에 중점을 둔 몇 가지 새로운 기능과 개선 사항을 도입한다.
- UI는 MacOS 빅서 이후 처음으로 완전히 재설계되어 Aqua를 대체하는 리퀴드 글래스를 사용하여 애플의 다른 플랫폼과 일관성을 높였고, 다른 플랫폼도 이를 적용받는다. 메뉴바는 이제 완전히 투명하다. 커서는 재설계되어 더 둥근 모양을 갖게 되었다. 앱 아이콘은 IOS 및 IPadOS와 통합되었으며, iOS 18/iPadOS 18에서 도입된 어두운 색상 및 색조 변형 외에 새로운 투명 변형도 가질 수 있다.
- 일부 시스템 사운드 효과가 개선되었다.
- 폴더 아이콘이 재설계되어 이제 사용자 지정 색상, 엠블럼 및 이모지를 가질 수 있으며, 강조 색상을 따를 수도 있다. 또한 애니메이션도 추가되었다.
- Spotlight 검색이 재설계되어 빠른 동작, "퀵 키" 단축키, 메뉴바 검색 및 애플 인텔리전스 통합 기능을 제공한다.
- 라이브 활동 및 컴팩트 밝기/오디오 표시기와 같은 많은 iOS 및 iPadOS 기능이 맥으로 가져와졌다.
- 폰 및 저널 앱이 이제 macOS의 일부로 포함되었다. 폰 앱은 컨티뉴이티를 사용하여 아이폰과 통합된다.
- 제어 센터는 재설계되어 이제 iOS 18/iPadOS 18에서 도입된 iOS 버전과 유사하게 작동한다. 볼륨, 밝기 및 키보드 밝기 슬라이더가 재설계되어 OS X 요세미티에서 도입된 모양을 버렸다.
- 맥 OS X 라이언에서 도입된 후 대부분 변경되지 않았던 런치패드는 제거되었고, IOS 14 이후 iOS에서, IPadOS 15 이후 iPadOS에서 사용되는 App Library와 유사한 애플리케이션 기능으로 대체되었다. 이는 스포트라이트 인터페이스에 통합된다. 아이폰 앱도 사용자의 아이폰에서 Continuity를 통해 애플리케이션 목록에 나타나며, 아이폰 미러링을 통해 실행된다.[6]
- 확대경 앱, 차량 모션 큐, 시스템 전반의 손쉬운 사용 리더 및 점자 디스플레이 지원이 확장된 손쉬운 사용 기능의 일부로 제공된다.
- 터미널은 24비트 색상 및 Powerline 글꼴을 지원한다.[7]

### 제거된 기능
- Home은 IOS 16 및 MacOS 벤투라에서 도입된 재설계된 아키텍처만 지원하며 레거시 아키텍처 지원을 종료한다.[8]
- FireWire 400/800 지원이 제거되었다.[9]

## 지원 하드웨어
macOS 타호는 애플 실리콘이 탑재된 모든 Mac과 인텔의 9세대 Coffee Lake Refresh, 10세대 Ice Lake 및 Comet Lake, Cascade Lake-기반 Xeon-W 프로세서가 탑재된 일부 Mac을 지원하며, 다음을 포함한다.
- 맥북 에어 (M1, 2020) 이상
- 맥북 프로 (13인치, 2020, 썬더볼트 3 포트 4개) 이상
- 맥북 프로 (14인치, 2021) 이상
- 맥북 프로 (16인치, 2019) 이상
- 맥 미니 (M1, 2020) 이상
- 아이맥 (2020) 이상
- 맥 스튜디오 (2022) 이상
- 맥 프로 (2019) 이상

WWDC 2025에서 Platforms State of the Union 행사 동안 애플은 macOS 타호가 인텔 기반 Mac을 지원하는 마지막 macOS 버전이 될 것이라고 발표했다. 타호가 지원하는 유일하게 남아있는 인텔 기반 Mac은 맥 프로 (2019), 맥북 프로 (16인치, 2019), 맥북 프로 (13인치, 2020, 썬더볼트 3 포트 4개) 및 아이맥 (2020)으로, 인텔 기반 맥북 에어 및 맥 미니 모델에 대한 지원이 종료된다.

## 출시 역사
|  | 이전 출시 |  | 현재 출시 |  | 현재 베타 출시 |  | 보안 응답 |

| 버전        | 빌드     | 출시일         | 다윈 버전                                                  |
| ----------- | -------- | -------------- | ---------------------------------------------------------- |
| 26.0 beta 1 | 25A5279m | 2025년 6월 9일 | 25.0.0 xnu-12377.0.81.0.3~308 Fri May 30 19:29:53 PDT 2025 |

## 같이 보기
- IOS 26
- IPadOS 26